# Iglesia evangélica española de Badajoz
La Iglesia evangélica española de Badajoz, denominada oficialmente Iglesia del Salvador, fue una comunidad cristiana protestante que tuvo su sede en la calle Muñoz Torrero n.º 22 de esta capital extremeña. Se inscribió en el Registro de Entidades Religiosas (RER) del Ministerio de Justicia con fecha 9 de enero de 1972. Número de inscripción: 015 681.

Elfriede Fliedner. 12 de octubre de 1972. Culto de dedicación del nuevo templo en Badajoz. Están presentes, entre otros, el pastor de esa congregación, don Samuel Pimentel, don Ignacio Mendoza, don Francisco Manzanas, don Pedro Arbiol y don Emilio de la Vega.

Su último pastor fue José Eugenio Burguillo Martín.
Tras ser cerrada al culto en 2003, la Sala Tragaluz adquirió el edificio para crear un centro de formación audiovisual que comenzó a funcionar en junio de 2006.

## Antecedentes
En la calle Arco-Agüero núm. 47, piso principal, viven unas damas inglesas que profesan la religión protestante.

Esas damas no dan motivo alguno para que se las moleste.

Y, sin embargo, anoche y anteanoche, unos cuantos muchachos incitados por ciertas personas y provistos de piedras han provocado un gran escándalo en las inmediaciones de dicha casa, en la que querían penetrar contra la voluntad de referidas señoras; no habiéndolo conseguido porque un criado de estas se opuso a ello enérgicamente.

Es vergonzoso que tales escenas ocurran en una población culta.

«Crónica local». La Región Extremeña: diario republicano (Badajoz) (4374): 2. 19 de abril de 1901.

El anónimo comunicante espera que tanto el gobernador como el alcalde den las órdenes necesarias para que tales hechos no vuelvan a repetirse, más teniendo en cuenta «que las señoras aludidas son extranjeras y cualquier desmán pudiera dar motivo a determinadas reclamaciones».

## La capilla protestante de la calle Arco-Agüero[3]
Ya hay capilla en Badajoz; ya la había en Cáceres […]

Kall d'Erón (24 de mayo de 1904). «La propaganda protestante en Extremadura». Noticiero Extremeño (Badajoz) (59).

El Sr. Liñán visitará periódicamente las congregaciones de Miajadas y Santa Amalia y, en lo posible, atenderá a los evangélicos de Badajoz. […]

También realizó el Sr. Liñán una visita a Badajoz para confortar a aquella pequeña congregación que en aquellos momentos todavía se encontraba bajo la dolorosa impresión de un violento atropello contra un miembro de dicha Iglesia, D. Patricio Ponciano.

Informados de lo ocurrido, una comisión de pastores de Madrid se dirigió, primero por escrito, al gobernador de Badajoz y, luego personalmente, al ministro de la Gobernación.

Carta Circular a los Evangélicos Εspañοles (Madrid: Iglesia Evangélica Εspañοla): 20. Οctubre de 1945.

Elfriede Fliedner. 30 de mayo de 1972. Recibimos una noticia inesperada: «El gobernador prohíbe la apertura del nuevo templo de la Iglesia de Badajoz»; he devuelto los billetes de tren.

## Hemerografía
«Crónica local». La Región Extremeña: diario republicano (Badajoz) (4374): 2. 19 de abril de 1901.

«Católicos y protestantes organizan actos conjuntos para pedir la unidad de los cristianos». Iglesia en camino: semanario de la Archidiócesis de Mérida-Badajoz (376): 9. 21 de enero de 2001.

LEITON, Guadalupe (28 de marzo de 2009). «La Diputación decidirá entre ocho propuestas arquitectónicas para el edificio de I+D+I». El Periódico Extremadura (Cáceres): 23.

LÓPEZ-LAGO, J. (14 de abril de 2006). «El centro de producción audiovisual Tragaluz comenzará a funcionar en el mes de junio». Hoy.es (Badajoz).

LÓPEZ-LAGO, J. (28 de marzo de 2009). «El lunes se conoce cómo será el nuevo edificio de Diputación en Pardaleras». Hoy.es (Badajoz).

ROJAS, Elisabeth (11 de agosto de 2003). «Silencio, se rueda». El Periódico Extremadura (Cáceres): 22.

SELEW, Ramón (2000). «Visita de los hermanos ingleses a Badajoz». Hay Poder: periódico trimestral del mundo evangélico extremeño (Badajoz: Consejo Evangélico de Extremadura) (3): 12.